# 이문구
이문구(李文求, 1941년 4월 12일 ~ 2003년 2월 25일)는 대한민국의 소설가, 교수, 동시 작가이다.

## 생애
본관은 한산(韓山)이고 호는 명천(鳴川)이다. 충청남도 보령군(保寧郡) 대천면(大川面)에서 출생하였고 서라벌예술대학교 문예창작과에서 소설가 김동리의 제자로 학부 생활을 했다. 1963년 단편소설 《다갈라 불망비》와 1966년 백결을 《현대문학(現代文學)》에 게재했고, 《월간문학》,《한국문학》 등의 편집장을 지냈고 민족문학작가회의 이사장을 지냈다. 2000년 9월 황충상과 더불어 종합문예문화지 《문학나무》를 창간했다. 
2003년 2월 25일 지병으로 향년 63세로 사망했다.

## 학력
- 서라벌예술대학교 문예창작과 졸업

## 주요 저서
- [소설]
- 1967년 <지혈>
- 1968년 <이삭>
- 1969년 <몽금포타령>
- 1970년 <이 풍진 세상을>
- 1970년 <암소>
- 1972년 <장한몽>
- 1972년 ~ 1977년 <관촌수필>
- 1977년 ~ 1981년 <우리동네>
- 1978년 <으악새 우는 사연>
- 1991년 ~ 1999년 <내 몸은 너무 오래 서 있거나 걸어 왔다>
- 1995년 <장곡리 고욤나무>
- 1998년 <만고강산>
- 2000년 <줄반장 출신의 줄서기> 등
- [동시]
- 1983년 <개구쟁이 산복이>
- 1997년 <산에는 산새 물에는 물새> 등

## 참고 자료
- 이 문서에는 다음커뮤니케이션(현 카카오)에서 GFDL 또는 CC-SA 라이선스로 배포한 글로벌 세계대백과사전의 내용을 기초로 작성된 글이 포함되어 있습니다.
- 권영민 (2004년 2월 25일). 《한국현대문학대사전 "이문구"》. 서울대학교출판부. ISBN 9788952104618.